# Tangcun
Tangcun (kinesiska: 棠村, 棠村镇) är en köping i Kina. Den ligger i provinsen Henan, i den centrala delen av landet, omkring 250 kilometer sydost om provinshuvudstaden Zhengzhou. Antalet invånare är 38 541. Befolkningen består av 19 513 kvinnor och 19 028 män. Barn under 15 år utgör 30 %, vuxna 15-64 år 60 %, och äldre över 65 år 9,0 %.
Genomsnittlig årsnederbörd är 1 111 millimeter. Den regnigaste månaden är september, med i genomsnitt 197 mm nederbörd, och den torraste är januari, med 18 mm nederbörd.